# 이철규 (배구 선수)
이철규(1984년 4월 5일 ~ )는 대한민국의 남자 배구 선수이며, 레프트 공격수이다. 힐스테이트 2006~2007 V-리그를 앞두고 열린 드래프트에서 1라운드 4순위로 천안 현대캐피탈 스카이워커스에 입단했으며, 2008년부터 2010년까지 국군체육부대에서 군 복무를 하기까지 주로 교체 선수로 출장하였다. 하지만 NH농협 2010~2011 V-리그를 앞두고 문성민의 입단에 따라 임시형이 한국전력으로 트레이드된 후 주전 자리를 잡았다. 2010년 7월에 은퇴를 선언한 뒤 포항시에 위치한 기업에 현장직으로 일하다가, 실업 팀 부산시청에서 활동한 후 2014년에 복귀했다.

## 선수 경력
경북대학교 사범대학 부설고등학교 3학년 때였던 2002년 고등부 대회에서 리시브 종합 2위, 공격 또한 상위권에 올라 초고교급 선수로 평가를 받으며 성균관대학교에 입학하였다. 입학한 첫 해 그는 성균관대학교를 슈퍼리그 대학부 결승전 진출에 크게 기여하여 대학부 신인상을 수상하였다. 이후 성균관대학교에서 주전 공격수로 활동하였고, 2006년 신인 드래프트에서 천안 현대캐피탈 스카이워커스의 지명을 받아 입단하였다. 그는 상무에 입대할 때까지 주로 숀 루니, 호드리구, 송인석의 교체 선수로 출전하였다.
2008년 상무에 입대하여 2010년에 제대할 때까지 주로 교체 선수로 수비 보강을 위해 출전하기도 하였으나, 제대 후 천안 현대캐피탈 스카이워커스에 복귀하여 비로소 주전 자리를 잡게 되었다. 당시 문성민이 트레이드를 통해 입단하는 대신 수비에서 제 역할을 해주던 임시형과 센터 하경민이 한국전력으로 트레이드됐고, 장영기가 부상과 공익근무 복무로 인한 공백으로 수비에 문제가 생겼기 때문에 주전 자리를 잡을 수 있었던 것이다.
그러나 FA 자격을 얻은 박철우를 대전 삼성화재 블루팡스에 빼앗긴 뒤 보상 선수로 세터 최태웅을 데려온 현대캐피탈은 세터 송병일과 이철규를 상대로 우리캐피탈의 2011-2012 신인 드래프트 1순위 지명권을 확보하려는 트레이드를 구상하게 됐고 우리캐피탈에서 트레이드 머니를 건네기로 했다는 게 드러났다. 송병일은 2010년에 트레이드됐지만, 이철규는 트레이드를 거부하여 2011년 5월에 갑작스런 은퇴를 선언하였다. 결국 지명권을 받아 오려던 현대캐피탈의 계획은 완전히 백지화됐고, 대신 우리캐피탈에서는 박주형을 현대캐피탈로 보냈다. 그리고 2011-2012 신인 드래프트 1라운드에서 최홍석이 드림식스의 지명을 받아 입단하게 된다.
이후 현장직으로 일하다가 코트 복귀를 선언하고 2014년 초 팀에 복귀하였다.

## 수상 경력
- 2003년 슈퍼리그 대학부 신인상